# Stachybotrys nephrospora
Stachybotrys nephrospora är en svampart som beskrevs av Hansf. 1943. Stachybotrys nephrospora ingår i släktet Stachybotrys, ordningen köttkärnsvampar, klassen Sordariomycetes, divisionen sporsäcksvampar och riket svampar.   Inga underarter finns listade i Catalogue of Life.